# کایتانا گی‌ین کوئربو
کایتانا گی‌ین کوئربو (اسپانیایی: Cayetana Guillén Cuervo‎؛ زادهٔ ۱۳ ژوئن ۱۹۶۹) بازیگر، مجری تلویزیون و روزنامه‌نگار اهل اسپانیا است. والدین و برادر او نیز همگی بازیگر بودند. وی دانش‌آموختۀ رشتۀ مطالعات ارتباطی در دانشگاه کمپلوتنسه مادرید است.
از فیلم‌ها یا برنامه‌های تلویزیونی که وی در آن نقش داشته‌است، می‌توان به داستان‌هایی از کرونن، همه چیز درباره مادرم، عشق نه، فقط دیوانگی، یک تپانچه در هر دست و پدربزرگ اشاره کرد.